# 東栢山駅
東栢山駅（トンベクサンえき）は、大韓民国江原特別自治道太白市黄蓮洞にある韓国鉄道公社（KORAIL）の駅である。

## 概要
2012年6月27日、ソラントンネルの開通による嶺東線の経路変更により、旧東栢山駅の場所から東に約400メートル離れた新駅舎に移転し、桶里駅の代替として旅客扱いを再開することになった。
太白三角線の分岐駅でもあり、東海方面から太白線（中央線清凉里方面）へ直通する列車が同線を経由する。

## 歴史
- 1975年2月1日 - 太白信号場として開設[1]
- 1984年12月1日 - 東栢山駅に改称。
- 1988年12月15日 - 通常駅に昇格。貨物取扱指定[2]
- 2007年6月1日 - 旅客取扱停止。
- 2009年10月31日 - 貨物取扱停止[3]。
- 2009年11月24日 - 臨時駅舎に駅業務を移転
- 2012年6月27日 - ソラントンネル開通により新駅舎に移転、旅客・貨物取扱再開[4]。

## 駅構造
島式ホーム1面2線の地上駅。ムグンファ号が停車するため低床ホームで整備されている。駅の道渓方にソラントンネルの入口がある。

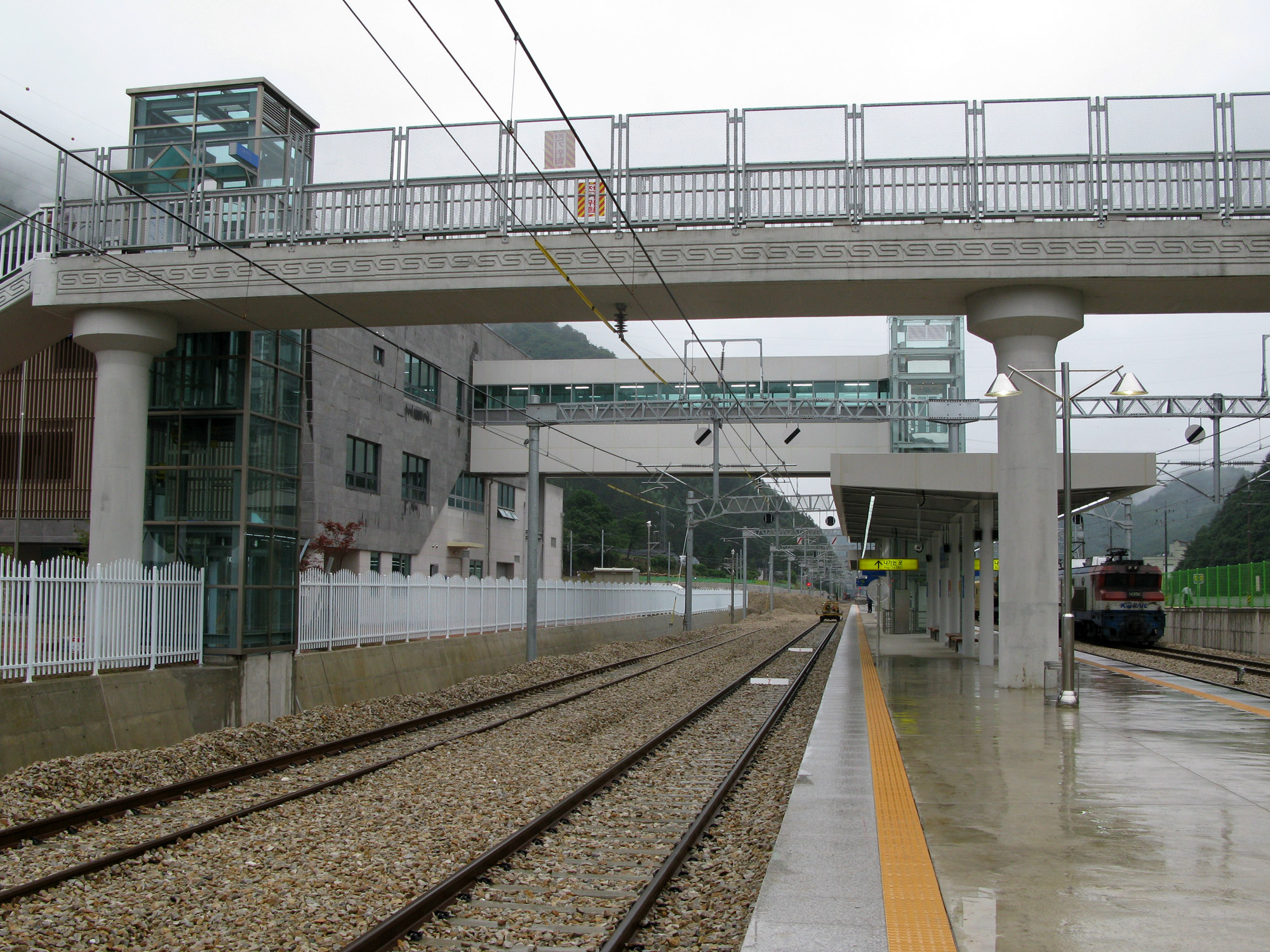
ホーム

### のりば
| 1・2 | 嶺東線 | 清凉里・釜田・東大邱・栄州・堤川・東海・江陵方面 |

## 駅名について
東栢山駅は栢山駅の東側ではなく北側に位置している。
駅周辺の太白市黄蓮洞 (ファンヨンドン)一帯の住民は、東栢山駅の名称が地域名と合わないとし、東栢山駅の名称変更を要求した。これに対し、KORAIL側はこの要望に応じると明らかにしているが、2016年現在も駅名は変更されていない。

## 画像

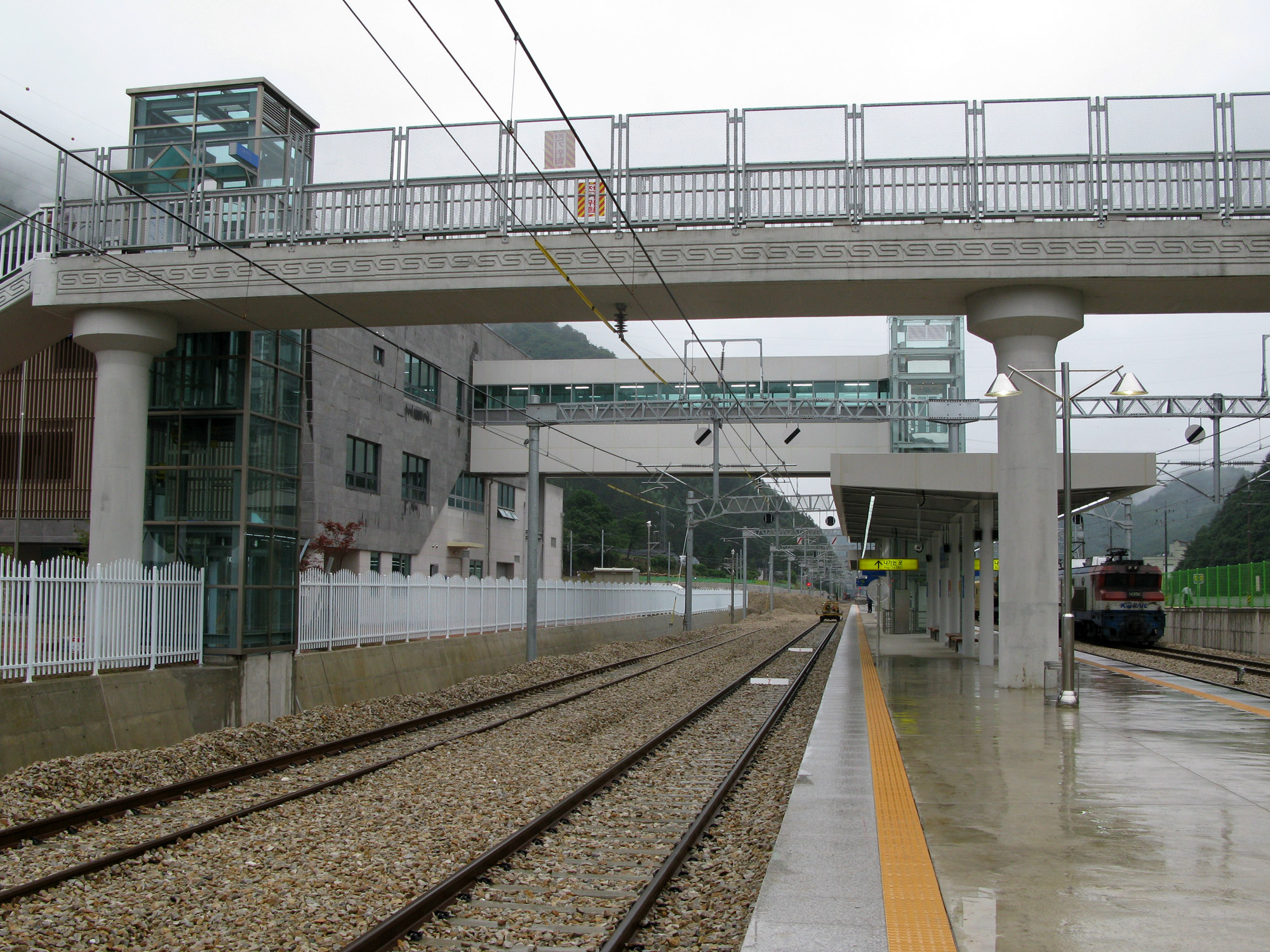
ホーム
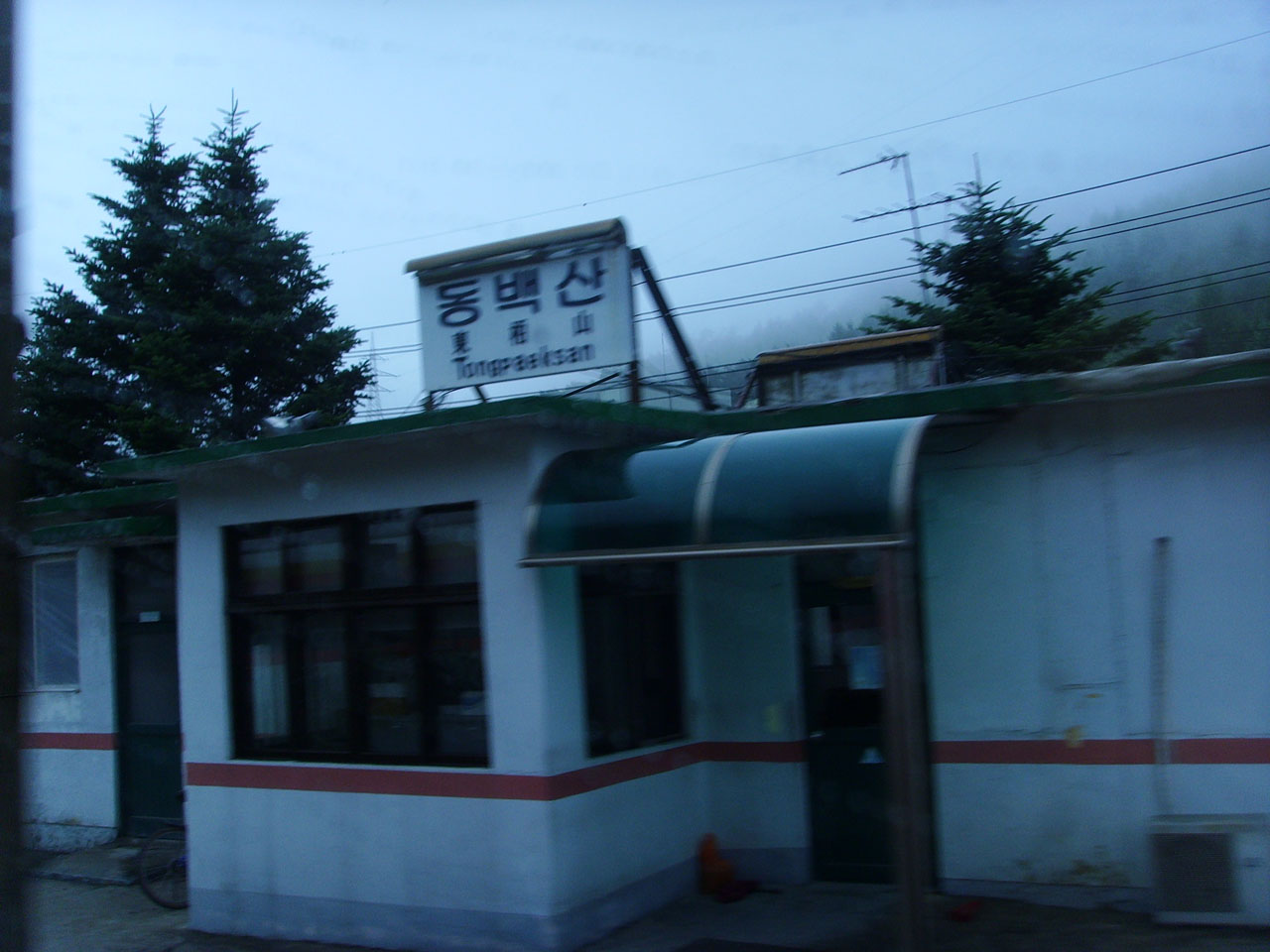
旧駅舎
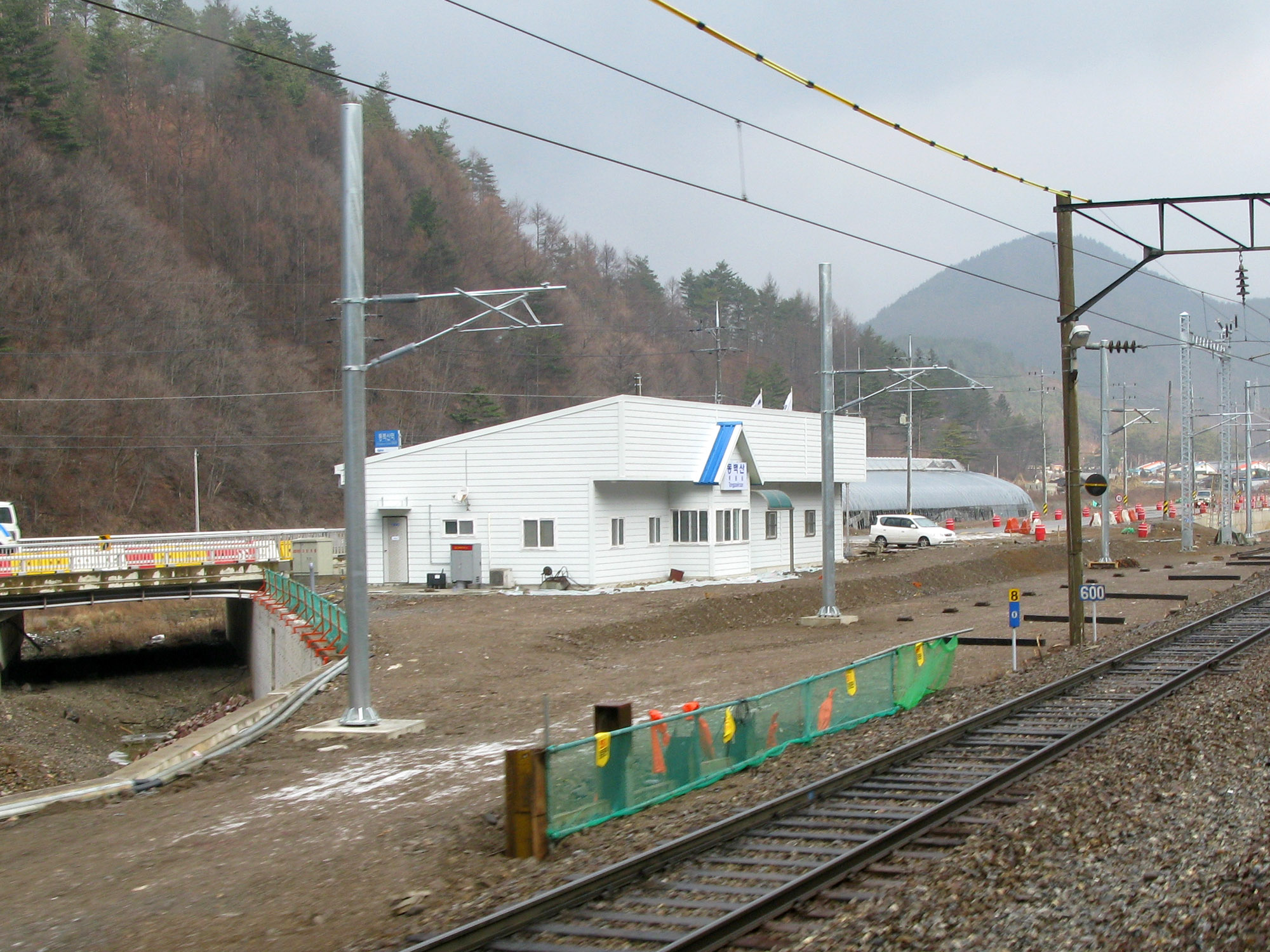
仮駅舎
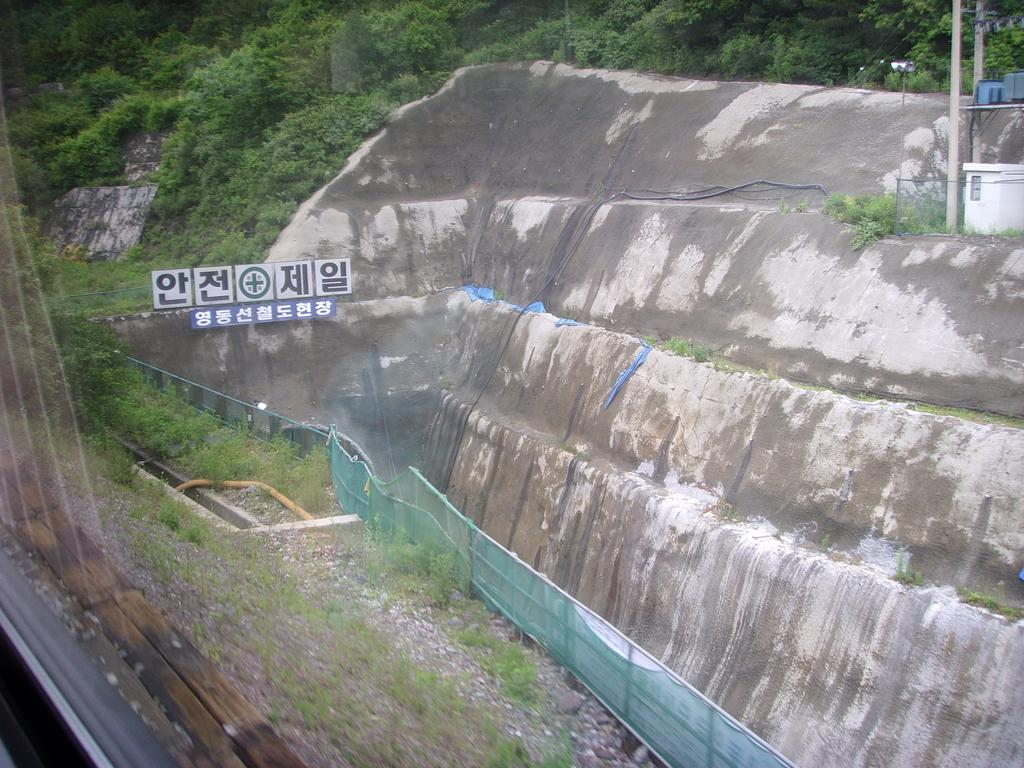
ソラントンネル工事現場
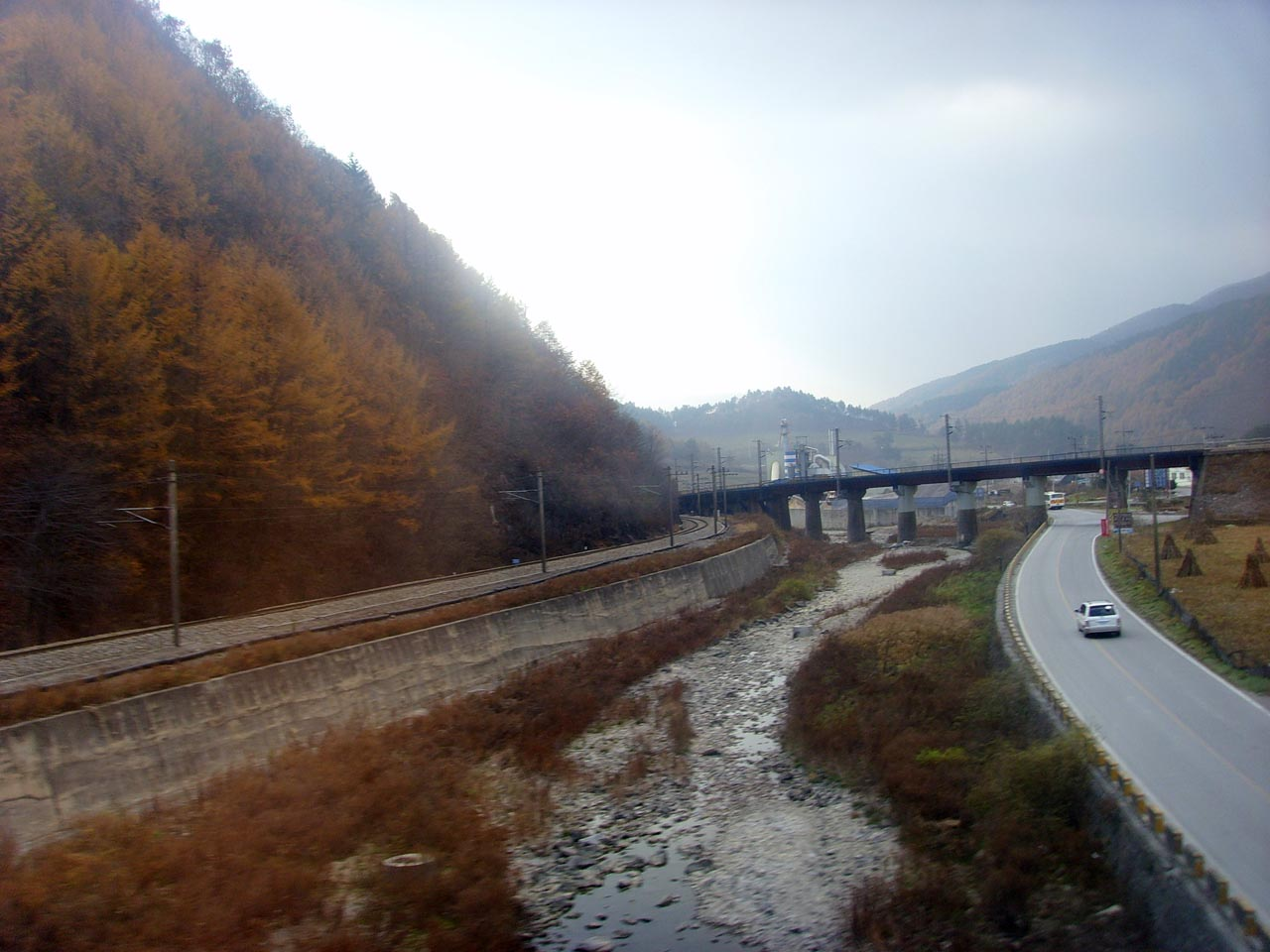
太白三角線 (栢山方面)
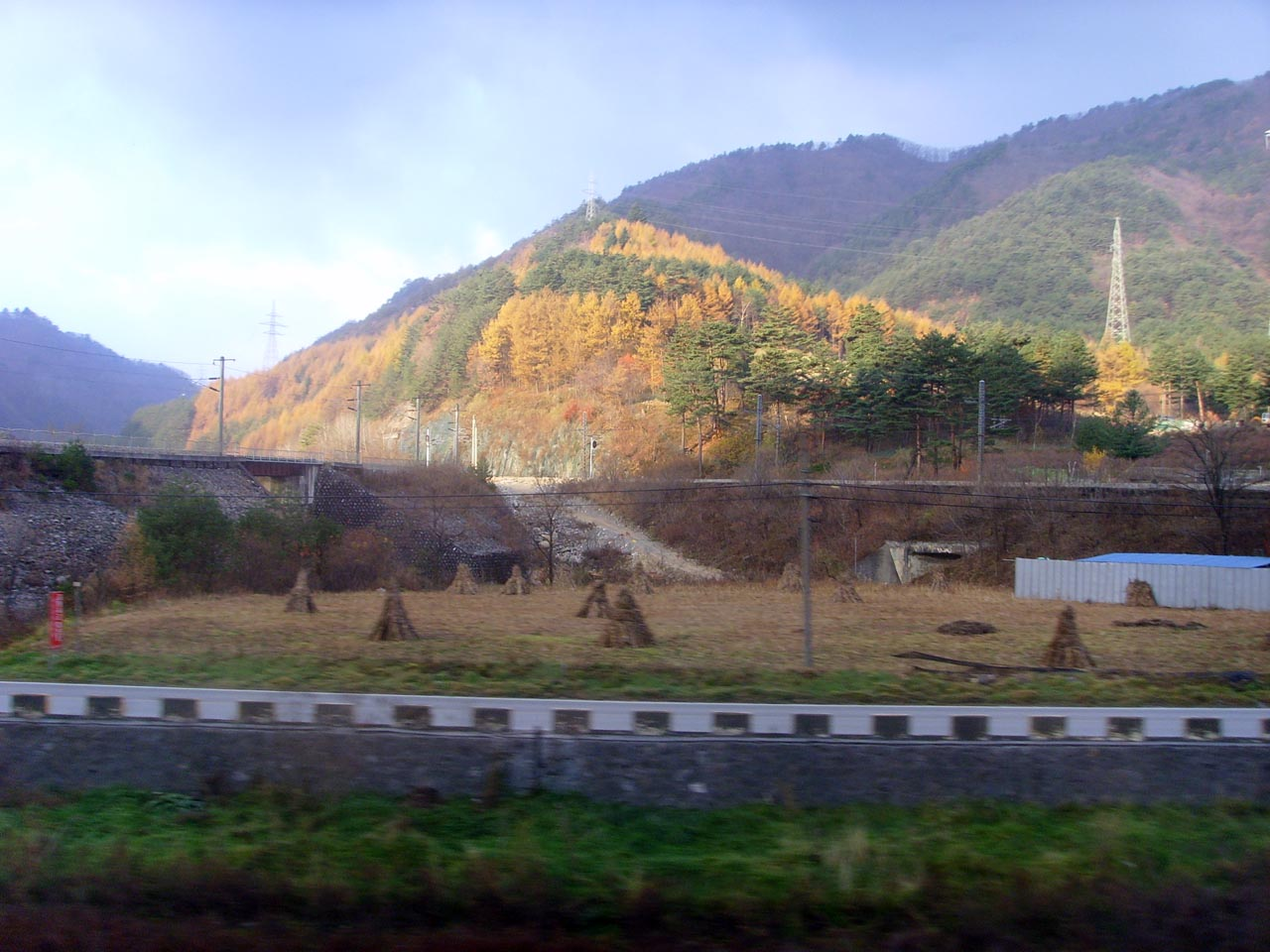
太白三角線 (太白方面)